# Bảo tàng Tôn Đức Thắng

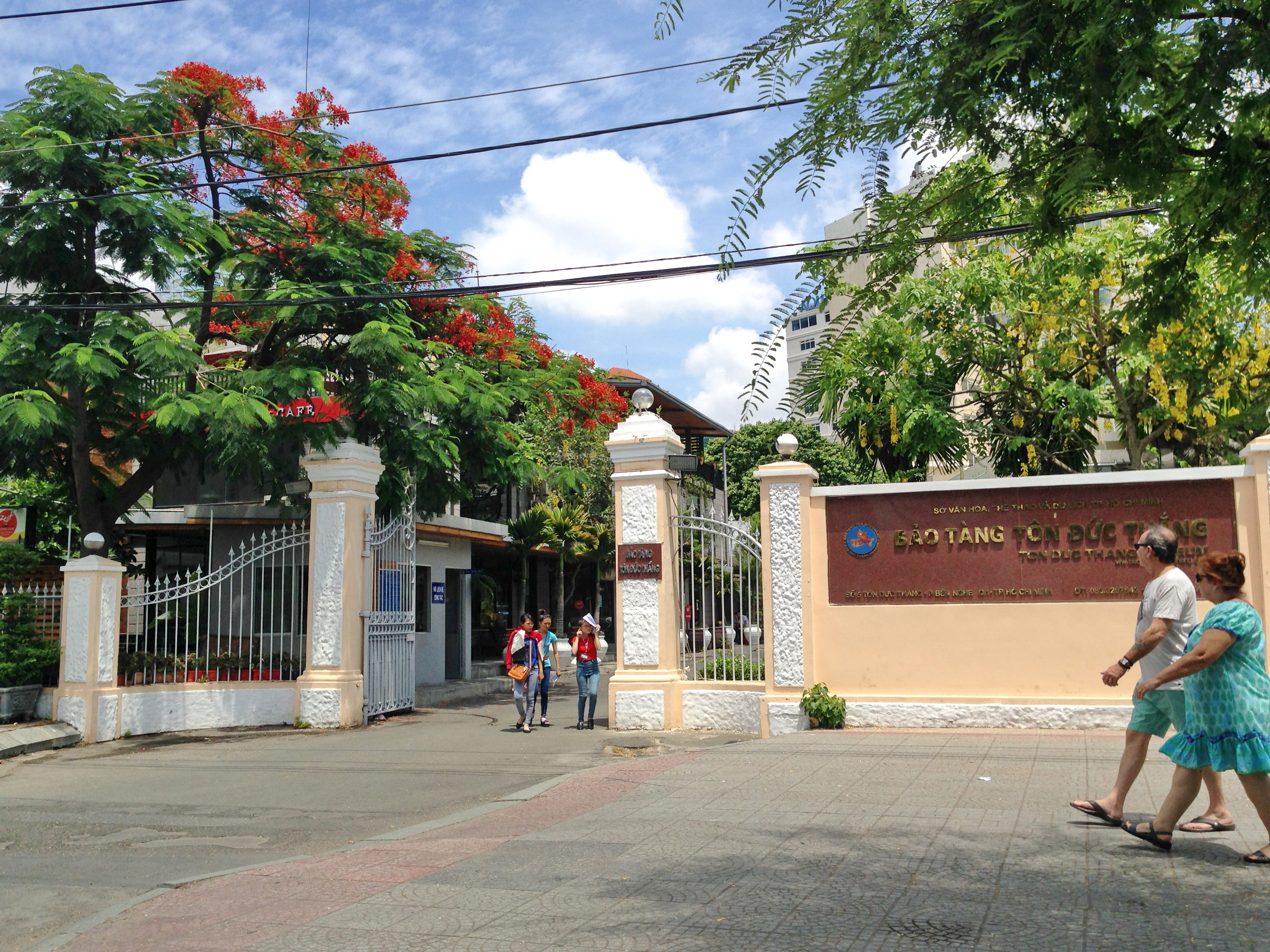
Cổng bảo tàng vào năm 2014

Bảo tàng Tôn Đức Thắng là một bảo tàng lưu niệm danh nhân ở Việt Nam, tọa lạc tại địa chỉ số 5 đường Tôn Đức Thắng, phường Bến Nghé, Quận 1, Thành phố Hồ Chí Minh. Bảo tàng có nhiệm vụ nghiên cứu, sưu tầm, kiểm kê, bảo quản trưng bày, nơi lưu giữ và giới thiệu với khách tham quan những tài liệu, hiện vật có liên quan đến cuộc đời và sự nghiệp cách mạng của Chủ tịch Tôn Đức Thắng, tình cảm của nhân dân cả nước và bè bạn quốc tế đối với ông, nhằm mục đích là nơi giáo dục truyền thống bổ ích cho thế hệ trẻ. Bảo tàng cũng là địa điểm tổ chức lễ dâng hoa, dâng hương trong những dịp kỷ niệm về Tôn Đức Thắng. Ban đầu, bảo tàng bảo tàng này có tên Nhà trưng bày cuộc đời và sự nghiệp Chủ tịch Tôn Đức Thắng.

## Thành lập
Bảo tàng Tôn Đức Thắng được thành lập theo Quyết định số 86/QĐ-UB ngày 18 tháng 5 năm 1988 của Ủy ban nhân dân thành phố Hồ Chí Minh, nhân dịp kỷ niệm 100 năm ngày sinh của ông (20/08/1888 - 20/08/1988), với tên gọi ban đầu là "Nhà trưng bày cuộc đời và sự nghiệp Chủ tịch Tôn Đức Thắng" (gọi tắt là Nhà lưu niệm Chủ tịch Tôn Đức Thắng) và giao cho Sở Văn hóa và Thông tin Thành phố Hồ Chí Minh (nay là Sở Văn hóa và Thể thao) trực tiếp quản lý. Sau đó, chính thức đổi tên thành Bảo tàng Tôn Đức Thắng theo Quyết định số 894/QĐ ngày 13 tháng 8 năm 1990 của Bộ trưởng Bộ Văn hóa - Thông tin - Thể thao và Du lịch (nay là Bộ Văn hóa, Thể thao và Du lịch). Khối công trình chính của bảo tàng này trước đây là tư dinh của Trần Thiện Khiêm, Thủ tướng chính quyền Việt Nam Cộng hòa, sau đó được chỉnh trang, cải tạo thành công trình bảo tàng.

## Giới thiệu
Hiện nay, Bảo tàng Tôn Đức Thắng có 05 phòng trưng bày thường trực (Thời niên thiếu của Chủ tịch Tôn Đức Thắng; Cuộc đời và sự nghiệp; 15 năm tù Côn Đảo; Bác Tôn tại ATK - Việt Bắc; Bác Tôn qua các tác phẩm mỹ thuật) và 01 phòng trưng bày chuyên đề (Tặng phẩm của Chủ tịch Tôn Đức Thắng), với diện tích trên 700m2. Bảo tàng đã thể hiện một cách sinh động, khái quát về cuộc đời và sự nghiệp của Tôn Đức Thắng qua hơn nhiều hiện vật, tài liệu, hình ảnh. Bảo tàng có hệ thống trưng bày với khoảng 1.000 hiện vật, tài liệu, hình ảnh. Sau nhiều đợt đón nhận hiến tặng, Bảo tàng hiện đang lưu giữ hơn 16.500 hiện vật, tư liệu, phim tư liệu trong đó có những tư liệu quý về cuộc đời và sự nghiệp cách mạng của Chủ tịch Tôn Đức Thắng cùng những người lãnh đạo Đảng, Nhà nước và Chính phủ Việt Nam qua các thời kỳ.
Một số di vật tiêu biểu như:
- Ngôi nhà thời niên thiếu tại cù lao Ông Hổ (xã Mỹ Hòa Hưng - An Giang)
- Hình ảnh người thanh niên Tôn Đức Thắng nǎm 18 tuổi lên Sài Gòn học việc và làm thợ máy
- Chiếc rương gỗ dùng thời gian là học sinh trường Cơ khí Á Châu.
- Những sự kiện kéo cờ phản chiến ở Biển Đen, sáng lập Công hội và lãnh đạo phong trào đấu tranh của công nhân Sài Gòn những nǎm 1920
- Hình ảnh "Hầm xay lúa" - nơi người "cặp-rằng" Hai Thắng

Và các chuyên đề mở rộng có liên quan đến hoạt động của Chủ tịch Tôn Đức Thắng như: Viên ngọc Côn Sơn, Bác Hồ và Bác Tôn, Cuộc sống đời thường của Chủ tịch Tôn Đức Thắng, Bác Tôn trong lòng nhân dân thế giới.
Vào năm 2013, Bảo tàng ra mắt và giới thiệu đến công chúng Tuyển tập ảnh "Hiện vật về Chủ tịch Tôn Đức Thắng". Ấn phẩm gồm 74 ảnh hiện vật và những câu chuyện kể về hiện vật liên quan đến Bác Tôn, thể hiện tấm gương đạo đức của Chủ tịch Tôn Đức Thắng cũng như tình cảm của nhân dân trong nước và quốc tế đối với Bác Tôn, tổ chức Trại sáng tác với chủ đề "Bác Tôn và quê hương An Giang" qua tranh vẽ tại tỉnh An Giang cho 350 em thiếu nhi. Nhân đây, bảo tàng cũng khai mạc trưng bày chuyên đề "Chuyện giáo dục gia đình qua những bức thư" và phát hành tuyển tập ảnh Hiện vật về Chủ tịch Tôn Đức Thắng. Ông Vũ Khiêu đã gởi tặng bảo tàng 2 câu đối: "Nổi trống Ba Son, biển cách mạng dạt dào sóng đỏ"/"Treo cờ Hắc Hải, bóng anh hùng cao vút mây xanh".

## Thành tích
- Từ khi thành lập, Bảo tàng đã đón và phục vụ gần 1.500.000 lượt khách tham quan trong và ngoài nước.
- Nǎm 1995, Bảo tàng Tôn Đức Thắng được trao tặng Bằng khen của Thủ tướng Chính phủ.
- Nǎm 2001, đơn vị lại vinh dự đón nhận Huân chương Lao động hạng Ba[6]
- Năm 2011, đề xuất tặng Huân chương Lao động hạng Hai.